# Taw

Fenickie taw

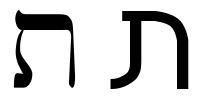
Hebrajskie taw w kroju pisma (od prawej): nowoczesnym bezszeryfowym i tradycyjnym

Taw (tav, taf) – dwudziesta druga i ostatnia litera alfabetów semickich: fenickiego, aramejskiego, hebrajskiego.
Hebrajskie taw odpowiada dźwiękowi [t]. W wymowie sefardyjskiej i przypuszczalnie w fenickim (𐤕) odróżnia się od tet brakiem faryngalizacji.